# Zoologischer Anzeiger
Zoologischer Anzeiger – A Journal of Comparative Zoology é uma revista científica especializada no campo da zoologia comparada. Está incluída em várias bases de dados bibliográficas.